# Edgar Buchanan
Edgar Buchanan est un acteur américain, de son nom complet William Edgar Buchanan, né à Humansville (Missouri, États-Unis) le 20 mars 1903, et mort à Palm Desert (Californie, États-Unis) le 4 avril 1979.

## Filmographie

### Cinéma
- 1939 : My Son Is Guilty de Charles Barton : Dan, serveur
- 1940 : Trop de maris (Too Many Husbands) de Wesley Ruggles : Detective Adolph McDermott
- 1940 : Three Cheers for the Irish de Lloyd Bacon : Un invité à la soirée
- 1940 : Tear Gas Squad (en) de Terry O. Morse : Cousin Andy, un policier
- 1940 : Escape to Glory de John Brahm : Charles Atterbee
- 1940 : Le Docteur se marie (The Doctor Takes a Wife) de Alexander Hall : Le portier
- 1940 : L'Aigle des mers (The Sea Hawk) de Michael Curtiz : Ben Rollins
- 1940 : Les Dalton arrivent (When the Daltons Rode) de George Marshall : Le narrateur
- 1940 : Arizona de Wesley Ruggles : Juge Bogardus
- 1941 : La Chanson du passé (Penny Serenade) de George Stevens : Applejack Carney
- 1941 : Son premier baiser (Her First Beau) de Theodore Reed : Elmer Tuttle
- 1941 : The Richest Man in Town (en) de  Charles Barton : Pete Martin
- 1941 : Texas, de George Marshall : Buford 'Doc' Thorpe
- 1941 : Tu m'appartiens (You Belong to Me), de Wesley Ruggles : Billings
- 1942 : Tombstone: The Town Too Tough to Die (en) de William C. McGann : Curly Bill Brocious
- 1942 : La Justice des hommes (The Talk of the Town), de George Stevens : Sam Yates
- 1943 : La Cité sans hommes (City Without Men) de Sidney Salkow : Michael T. Mallory
- 1943 : Les Desperados (The Desperadoes) Charles Vidor : Oncle Willie McLeod
- 1943 : Good Luck, Mr. Yates (en) de Ray Enright : Jonesey Jones
- 1943 : Destroyer de William A. Seiter : Kansus Jackson
- 1944 : Buffalo Bill de William A. Wellman : Sergent Chips McGraw
- 1944 : Bride by Mistake (en) de Richard Wallace : Jonathan Connors
- 1944 : The Impatient Years d'Irving Cummings : Un juge
- 1944 : Strange Affair (en) d'Alfred E. Green : Lt. Washburn
- 1946 : Les Compagnons de Jéhu (The Fighting Guardsman) de Henry Levin : Pepe, bandit-valet
- 1946 : Règlement de comptes à Abilene Town (Abilene Town) d'Edwin L. Marin : Sheriff 'Bravo' Trimble
- 1946 : Le Fils de Robin des Bois (The Bandit of Sherwood Forest) d'Henry Levin et George Sherman : Friar Tuck
- 1946 : Vacances tragiques (Perilous Holiday) d'Edward H. Griffith : George Richards
- 1946 : The Walls Came Tumbling Down (en) de Robert Anton Wilson : George Bradford
- 1946 : Les Indomptés (Renegades) de George Sherman : Kirk Dembrow
- 1946 : If I'm Lucky (en) de Lewis Seiler : Eurias J. Magonnagle
- 1947 : Le Maître de la prairie (Sea of grass) d'Elia Kazan : Jeff, cuisinier au ranch Brewton
- 1947 : Traquée (Framed) de Richard Wallace : Jeff Cunningham
- 1948 : Le Manoir de la haine (The Swordsman) de Joseph H. Lewis : Angus MacArden
- 1948 : The Wreck of the Hesperus (en) d'Elmer Clifton : George Lockhart
- 1948 : Adventures in Silverado (en) de Phil Karlson : Dr Hendersonn, alias le singe
- 1948 : Best Man Wins (en) de John Sturges : Jim Smiley
- 1948 : La Flèche noire (The Black Arrow) de Gordon Douglas : Lawless
- 1948 : Ton heure a sonné (Coroner Creek) de Ray Enright : Sheriff O'Hea
- 1948 : La Peine du talion (The Man from Colorado) d'Henry Levin : Doc Merriam
- 1948 : Brahma taureau sauvage (en) (The Untamed Breed) de Charles Lamont : John Rambeau
- 1949 : Les Aventuriers du désert (The Walking Hills) de John Sturges : le vieux Willy
- 1949 : Le Mustang noir (Red Canyon) de George Sherman : Jonah Johnson
- 1949 : Le Démon de l'or (Lust for Gold) de S. Sylvan Simon : Wiser
- 1949 : Faites vos jeux (Any Number Can Play) de Mervyn LeRoy : Ed
- 1950 : Treize à la douzaine (Cheaper by the Dozen) de Walter Lang : Dr Burton
- 1950 : Cargo to Capetown (it) d'Earl McEvoy : Sam Bennett
- 1950 : Le Chevalier de Bacchus (The Big Hangover) de Norman Krasna : oncle Fred Mahoney
- 1950 : La Porte du diable (Devil's Doorway) de Anthony Mann : Zeke Carmody
- 1951 : Les Rebelles du Missouri (The Great Missouri Raid) de Gordon Douglas : Dr Samuels
- 1951 : L'Attaque de la malle-poste (Rawhide) d'Henry Hathaway : Sam Todd
- 1951 : Cave of Outlaws (it) de William Castle : Dobbs
- 1951 : La Ville d'argent (Silver City) de Byron Haskin : Dutch Surrency
- 1952 : La Vallée des géants (The Big Trees) de Felix Feist : Walter 'Yukon' Burns
- 1952 : Les Flèches brûlées (Flaming Feather) de Ray Enright : Sgt. O'Rourke
- 1952 : Wild Stallion (it) de Lewis D. Collins : John Wintergreen
- 1952 : Le Shérif de Tombstone (Toughest Man in Arizona) de R. G. Springsteen : Jim Hadlock
- 1953 : It Happens Every Thursday (en) de Joseph Pevney : Jake
- 1953 : L'Homme des vallées perdues (Shane) de George Stevens : Fred Lewis
- 1954 : Belle mais dangereuse (She Couldn't Say No) de Lloyd Bacon : Ed Meeker
- 1954 : Ultime Sursis (Make Haste to Live) de William A. Seiter : Sheriff Lafe
- 1954 : Désirs humains (Human Desire) de Fritz Lang : Alec Simmons
- 1954 : Vengeance à l'aube (Dawn at Socorro) de George Sherman : shérif Cauthen
- 1954 : Le Nettoyeur (Destry) de George Marshall : L'honorable Hiram J. Sellers, le maire
- 1955 : Les Rôdeurs de l'aube (Rage at Dawn) de Tim Whelan : un juge
- 1955 : The Silver Star (en) de Richard Bartlett (en) : Will 'Bill' Dowdy
- 1955 : The Lonesome Trail (en)  de Richard Bartlett (en) : Dan Wells
- 1955 : Un jeu risqué (Wichita) de Jacques Tourneur : Doc Black
- 1956 : Celui qu'on n'attendait plus (Come Next Spring) de R. G. Springsteen : Mr. Canary
- 1957 : Spoilers of the Forest de Joseph Kane: Tom Duncan
- 1958 : La Journée des violents (Day of the Bad Man) d'Harry Keller : Sam Wyckoff
- 1958 : La Vallée de la poudre (The Sheepman) de George Marshall : Milt Masters
- 1959 : Stump Run : Buck Gaskin
- 1959 : Le Roi des Chevaux sauvages (en) (King of the Wild Stallions) de R. G. Springsteen : Idaho
- 1959 : Tout commença par un baiser (It Started with a Kiss) de George Marshall : Tappe
- 1959 : Le Secret du Grand Canyon (Edge of Eternity) de Don Siegel : Sheriff Edwards
- 1959 : Le Vagabond des Bois Maudits (Hound-Dog Man) de Don Siegel : Doc Cole
- 1960 : Four Fast Guns de William J. Hole Jr. (en) : Dipper
- 1960 : Chartroose Caboose (en) de William 'Red' Reynolds : Woody Watts
- 1960 : La Ruée vers l'Ouest (Cimarron) : Juge Neal Hefner
- 1961 : Tammy Tell Me True (en) de Harry Keller : juge Carver
- 1961 : Les Comancheros (The Comancheros) : Juge Thaddeus Jackson Breen
- 1962 : Devil's Partner de Charles R. Rondeau (en) : Doc Lucas
- 1962 : Coups de feu dans la Sierra (Ride the High Country) : Juge Tolliver

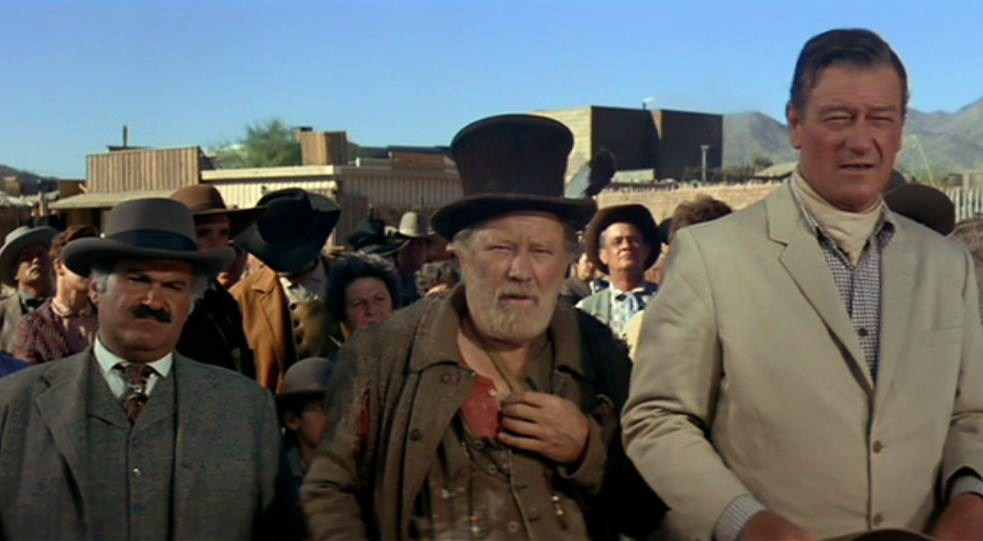
De gauche à droite : Jack Kruschen, Edgar Buchanan et John Wayne, dans Le Grand McLintock (1963)

- 1963 : Le Grand McLintock (McLintock!) : Bunny Dull
- 1963 : La Taverne de l'Irlandais (Donovan's Reef) : Avocat de Boston Francis X. O'Brien
- 1963 : Les Astuces de la veuve (A Ticklish Affair) : Capitaine Martin
- 1963 : Pousse-toi, chérie (Move Over, Darling) : Juge Bryson
- 1965 : Le Mors aux dents (The Rounders) : Vince Moore
- 1965 : The Man from Button Willow (en) de David Detiege : Sorry (Voix)
- 1966 : La parole est au colt (Gunpoint) : Bull
- 1967 : Frontière en flammes (Welcome to Hard Times) : Brown, le gouverneur du territoire
- 1969 : Angel in My Pocket (en) d'Alan Rafkin : Axel Gresham
- 1974 : Benji : Bill

### Télévision
- 1952-1954 : Hopalong Cassidy (série télévisée) : Red Connors
- 1953 et 1955 : Cavalcade of America (en) (série télévisée) : Horace Greeley / Doc Matthew
- 1953 et 1956 : Make Room for Daddy (en) (série télévisée) : capitaine Chris / capitaine Critch
- 1954 : Waterfront (série télévisée) : Oscar Hanline
- 1955 : The Ford Television Theatre (en) (série télévisée) : Papa Mumby
- 1955-1959 : General Electric Theater (série télévisée) : Prêcheur Bailey / Parson Meacham / Un docteur / Timothy Dwight
- 1956 : Telephone Time (série télévisée) : Horace Greeley
- 1956 : Crossroads (série télévisée) : Bart Alden
- 1956-1957 : Judge Roy Bean (en) (série télévisée) : juge Roy Bean
- 1956 et 1958 : The Adventures of Ozzie & Harriet (série télévisée) : Juge Willoughby / Le commissaire du parc
- 1957 : The Christophers (série télévisée) : John Augustus
- 1957 : Climax! (série télévisée) : Spencer
- 1957 et 1960 : La Grande Caravane (Wagon Train) (série télévisée) : Thaddeus Briscoe / Ben Mattox
- 1957, 1960 et 1963 : Leave It to Beaver (série télévisée) : Capitaine Jack / Oncle Billy Beaver
- 1958 : The Restless Gun (en) (série télévisée) : Ethan Greenfield / shérif Jeb Barnes
- 1958 : The Adventures of Jim Bowie (série télévisée) : Ringtail Jack
- 1958 : Cimarron City (en) (série télévisée) : Shanty
- 1958 : The Millionaire (série télévisée) : William Elliot Vaughan
- 1958 : The Gale Storm Show, Oh, Susanna! (en) (série télévisée) : Jasper Stokes
- 1958 : Studio One (série télévisée) : Dan Ferris
- 1958-1959 : The Californians (en) (série télévisée) : Dutch / Major
- 1958-1961 : L'Homme à la carabine (The Rifleman) (série télévisée) : Doc Burrage / Grand-père Fogarty
- 1958-1961 : Maverick (série télévisée) : Daddy David Forge / Jed Christianson / Col. Hamilton / Sheriff Hadley / Red Daniels
- 1958 et 1962 : Perry Mason (série télévisée) : Andy Templet / Juge Edward Daley
- 1959 : The Deputy (série télévisée) : Isbel
- 1959 : Au nom de la loi (Wanted: Dead or Alive) (série télévisée) : Pop Michaels / Chester Blake
- 1959 : Trackdown (série télévisée) : Tully Saxon
- 1959 : Lawman (en) (série télévisée) : Jess Miller
- 1959 : Alfred Hitchcock présente (Alfred Hitchcock presents) (série télévisée) : Pops
- 1959 : Whirlybirds (série télévisée) : Burton
- 1960 : Stagecoach West (série télévisée) : Lum Jensen
- 1960 : Assignment Underwater (série télévisée) : Charlie Noble
- 1960 : Bat Masterson (série télévisée) : Cactus Charlie
- 1960 : Bronco (série télévisée) : Pop Owens
- 1960 : Riverboat (série télévisée) : Brian Cloud
- 1960-1961 : Bonanza (série télévisée) : Hallelujah Hicks / John Henry Hill
- 1960-1961 : Tales of West Fargo (série télévisée) : Bob Dawson / Doc Dawson
- 1960-1962 : Laramie (série télévisée) : Calico / Doc / Tulls Casper / Cletus McBain
- 1960-1962 : Route 66 (série télévisée) : Jack McConkle / Magistrat Abe Chumley
- 1960-1962 : Outlaws (en) (série télévisée) : Nulty / Neely
- 1961 : Bus Stop (série télévisée) : Juge Neal
- 1961 : The Tall Man (série télévisée) : Archie Keogh
- 1961 : The Barbara Stanwick Show (série télévisée) : juge Franklin
- 1961 : The Andy Griffith Show (série télévisée) : Henry Wheeler
- 1961 : Le grand prix (National Velvet) (série télévisée) : grand-père Harwell
- 1961 : Kondlike (série télévisée) : Sam Perkins
- 1962 : Thriller (série télévisée) : Doc O'Connor
- 1962 : La quatrième dimension (The Twilight Zone) (série télévisée) : Doc Bolton
- 1962 : Stoney Burke (série télévisée) : Dawes
- 1962 : Alcoa Premiere (en) (série télévisée) : Crab Holman
- 1962 : Have Gun - Will Travel (série télévisée) : Noah Cardiff
- 1962 : La route des rodéos (The Wide Country) (série télévisée) : Oncle Walt Guthrie
- 1962 : Denis la petite peste (Dennis the Menace) (série télévisée) : Mr. Meekin
- 1962-1963 : The Lloyd Bridges Show (en) (série télévisée) : Doc / Andrew Jackson Tyree
- 1962-1963 : Gunsmoke (série télévisée) : Dan Witter / York
- 1962-1963 : Le Jeune Docteur Kildare (série télévisée) : Steve Devitt / Juge Manning
- 1963-1970 : Petticoat Junction (série télévisée) : Oncle Joe Carson
- 1965 : Vacation Playhouse (série télévisée) : Luke
- 1965 : Luke and the Tenderfoot (Téléfilm) : Luke Herkimer
- 1965-1969 : Les Arpents verts (Green Acres) (série télévisée) : oncle Joe Carson
- 1968 : Something for a Lonely Man (en) (Téléfilm) : Le vieux Wolenski
- 1968 : The Beverly Hillbillies (série télévisée) : oncle Joe Carson
- 1969 : The Over-the-Hill Gang (en) (Téléfilm) : Jason Fitch
- 1970 : La Nouvelle Équipe (The Mod Squad) (série télévisée) : Hargis
- 1970 : La vieille garde reprend du service (en) (The Over-the-Hill Gang Rides Again) (téléfilm) : Jason Fitch
- 1971 : Le Virginien (The Virginian) (série télévisée) saison 9 épisode 17 (The Legacy of Spencer Flats) : Teddy Birdwell
- 1971 : Yuma (en) (Téléfilm) : Mules McNeil
- 1971-1972 : Sam Cade (série télévisée) : J.J. Jackson
- 1972 : The Partridge Family (série télévisée) : juge McElwreath